# Ilka Gedő
Ilka Gedő (n. 26 mai 1921, Budapesta, Regatul Ungariei – d. 19 iunie 1985, Budapesta, Republica Populară Ungară) a fost un pictor și gravorist maghiar. Opera sa a supraviețuit deceniilor de persecuție și opresiune, mai întâi de către regimul semi-fascist din anii 1930 și 1940 și apoi, după un scurt interval de libertate relativă între 1945 și 1949, de către regimul comunist din anii 1950 până în 1989. În prima etapă a carierei sale, care s-a încheiat în 1949, a produs un număr imens de desene care pot fi împărțite în diferite serii. Din 1964 și-a reluat activitatea artistică prin realizarea de picturi în ulei. "Ilka Gedő este unul dintre maeștrii singuratici ai artei maghiare. Ea nu este legată nici de tendințele avangardiste, nici de cele tradiționale. Metoda ei de creație fără egal face imposibilă compararea ei cu alți artiști.".

## Tinerețea și educația
Ilka Gedő s-a născut la 26 mai 1921, în urma căsătoriei dintre Simon Gedő și Elza Weiszkopf. Tatăl ei a fost profesor la liceul evreiesc, iar mama ei a lucrat ca funcționar. Unii dintre cei mai importanți scriitori și artiști maghiari ai vremii făceau parte din cercul de prieteni ai familiei. Ilka Gedő a crescut într-o familie în care a avut toate șansele să devină o artistă educată și sensibilă. A urmat cursurile unui liceu numit „Új Iskola” (Școala Nouă). Această școală a oferit un curriculum inovator și metode de predare inovatoare.
Încă din fragedă copilărie, Ilka Gedő a desenat și înregistrat continuu experiențele sale. Seriile de tablouri juvenile, păstrate în întregime în patrimoniul artistului, pot fi plasate în ordine cronologică, punându-ne astfel în fața unui jurnal vizual.
Avea șaptesprezece ani când își petrecea vacanța în Munții Bakony, la vest de Budapesta. În timpul vacanței, ea și-a dedicat tot timpul desenării peisajului. Pe câmpuri, a urmărit coasele cu caietul de schițe în mână, urmărind mișcarea recurentă din același unghi, din nou și din nou, capturând ritmul cu mare ușurință și finețe. Desenele, acuarelele și portofoliile păstrate din 1937-1938 arată că ea stăpânea deja complet tehnica desenului, deși nu primise până atunci o instruire regulată.
De la sfârșitul anilor 1930 până la începutul anilor 1940, Ilka Gedő a fost învățată de trei artiști de origine evreiască care au fost uciși de naziști la sfârșitul războiului.
În 1939, ultimul an de absolvire, Gedő a urmat cursurile școlii deschise a lui Tibor Gallé (1896-1944). Celălalt maestru al lui Gedő a fost Victor Erdei (1879-1944), un pictor și gravor în stilurile naturalist-impresionist și Art Nouveau. Cel de-al treilea profesor al lui Gedő a fost sculptorul István Örkényi Strasser (1911-1944). De la Strasser, Gedő a învățat soliditatea modelării sculpturale și reprezentarea masei.
După ce a promovat examenele de absolvire, Ilka Gedő s-a gândit serios să își înceapă studiile artistice la Paris, dar a intervenit războiul și, din cauza legilor evreiești, nu a putut urma nici cursurile Academiei Maghiare de Arte. Chiar dacă Gedő ar fi vrut să urmeze cursurile academiei, este probabil că ar fi găsit calea blocată. Odată cu influența tot mai mare a fasciștilor maghiari, Crucea Pelerinului, dreptul de vot deschis pentru evrei a început în 1938 cu prima lege evreiască, urmată de a doua și a treia lege în 1939 și 1941.
În timpul războiului, și-a câștigat existența făcând ceramică, dar nu a încetat niciodată să-și creeze seriile grafice. Ilka Gedő a vizitat adesea orașul Szentendre. Un mic oraș de provincie de pe Dunăre, situat la aproximativ 30 de kilometri de Budapesta, a oferit adăpost multor artiști în perioada interbelică. Între 1938 și 1947, Ilka Gedő a realizat desene în pastel ale orașului, preluând formele și culorile direct din natură. Culorile roșu, galben aprins, maro închis, albastru și verde ating o intensitate ridicată a culorilor.
Până la începutul anilor 1940, Ilka Gedő, împreună cu alți tineri artiști, a vizitat și atelierul lui Gyula Paps (1899-1982), fost student al lui Johannes Itten și profesor la Bauhaus.
În acești ani, până în 1944, Gedő a făcut studii intime, în special despre viața de familie. A început o serie de autoportrete care va continua până la sfârșitul primei etape a carierei sale artistice, în 1949.
În 1942, Ilka Gedő a participat la expoziția organizată de Grupul Artiștilor Socialiști Socialiști, intitulată "Libertate și popor", care a avut loc la Centrul Sindicatului Metalurgistului.

## Desene realizate în ghetoul din Budapesta
La 19 martie 1944, opt divizii germane au invadat Ungaria. Persecuțiile împotriva evreilor maghiari au început cu adevărat. Cu o rapiditate fără precedent, aproape toți evreii din provincie din Ungaria au fost deportați în lagărele de concentrare din Polonia, unde cei mai mulți dintre ei au fost uciși. (Comunitatea evreiască maghiară a pierdut 564.500 de vieți în timpul războiului, dintre care 63.000 înainte de ocupația germană.).
În ciuda protestelor liderilor bisericești și a încercărilor reticente ale lui Miklós Horthy de a opri deportările, aproximativ 200.000 de evrei s-au adunat în vara anului 1944 în ghetoul din Budapesta și în casele special amenajate. După încercarea eșuată a lui Horthy de a scoate Ungaria din război, Partidul Săgeții a efectuat o preluare a puterii militare la 15 octombrie 1944. În ghetou, au început cele mai grele zile de coșmar. Din pură întâmplare, Ilka Gedő a scăpat de deportare și a supraviețuit.
În ghetoul din Budapesta, Ilka Gedő își petrecea cea mai mare parte a timpului citind și desenând imagini ale celor din jur, ale camarazilor ei, ale bătrânilor și ale copiilor. Aceste desene sunt documente neprețuite, dar și alegorii ale umilinței și lipsei de apărare a omului. Într-unul dintre desenele sale de autoportret, ea își arată o vedere frontală a sa, înfățișând o persoană care a pierdut controlul asupra propriului destin. În consecință, nu mai are vârstă și aproape nici sex

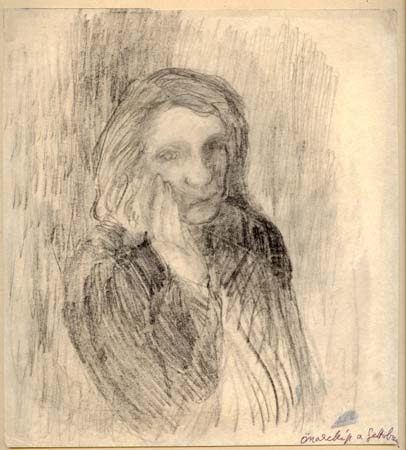
Ilka Gedő Autoportret în ghetoul din Budapesta, 1944, dosar 10, imagine 31, Galeria Națională Maghiară
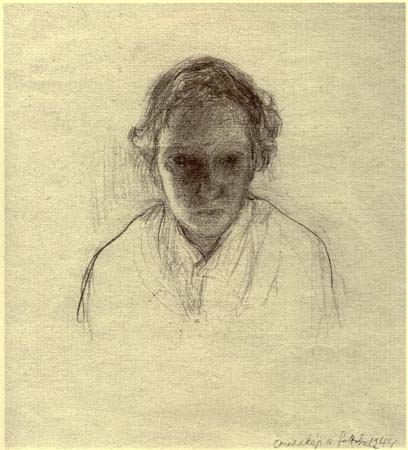
Ilka Gedő Autoportret din ghetoul din Budapesta, 1944, Muzeul de Artă Yad Vashem
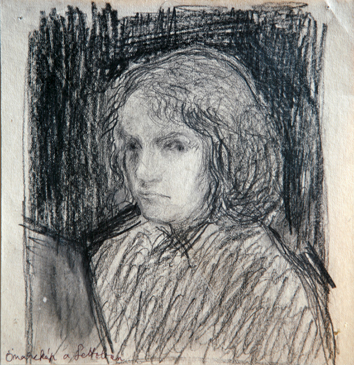
Ilka Gedő Autoportret în ghetoul din Budapesta, 1944, Muzeul Evreiesc Maghiar

În ultimul desen vedem autoportretul artistului cu o masă de desen. Ochii privesc, parcă, în neant. Ego-ul caută sprijin în propriul sine.

## Perioada 1945–1948

### Självporträttteckningar (1945-1949)
În ajunul Anului Nou 1945, Ilka Gedő l-a întâlnit pe Endre Bíró, care studia chimia la Universitatea din Szeged și care, după război, a început să lucreze pentru un institut de cercetare condus de omul de știință maghiar Albert Szent-Györgyi, laureat al Premiului Nobel.
Deoarece artistul lucra într-un limbaj figurativ strict, avea nevoie de modele și, pe lângă familie și prieteni, Gedő a găsit în el însuși cel mai potrivit model.
Ilka Gedő a creat autoportrete care solicită atenția privitorului prin simpla lor onestitate și autoexplorare. Aceste lucrări sunt desenate într-un mod care evocă realitatea fizică directă și sensibilitatea emoțională în același timp. Cu toate acestea, îndoielile au început să se strecoare în eforturile sale de a oferi o reprezentare fidelă și exactă a realității: modelajul tradițional și compus, care îi era atât de caracteristic, a fost treptat înlocuit de un stil expresiv, eruptiv și tensionat.

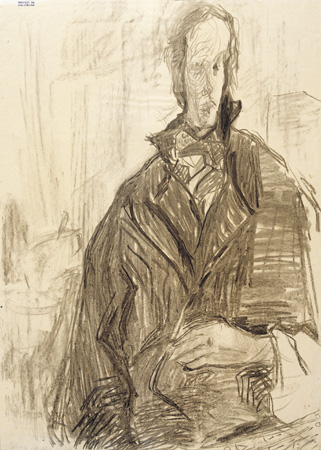
Autoportretul Ilkăi Gedő, 1948, Galeria Națională Maghiară
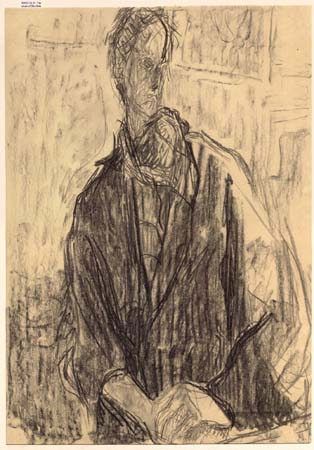
Autoportretul Ilkăi Gedő, 1948, Muzeul Herzog Anton Ulrich, Braunschweig
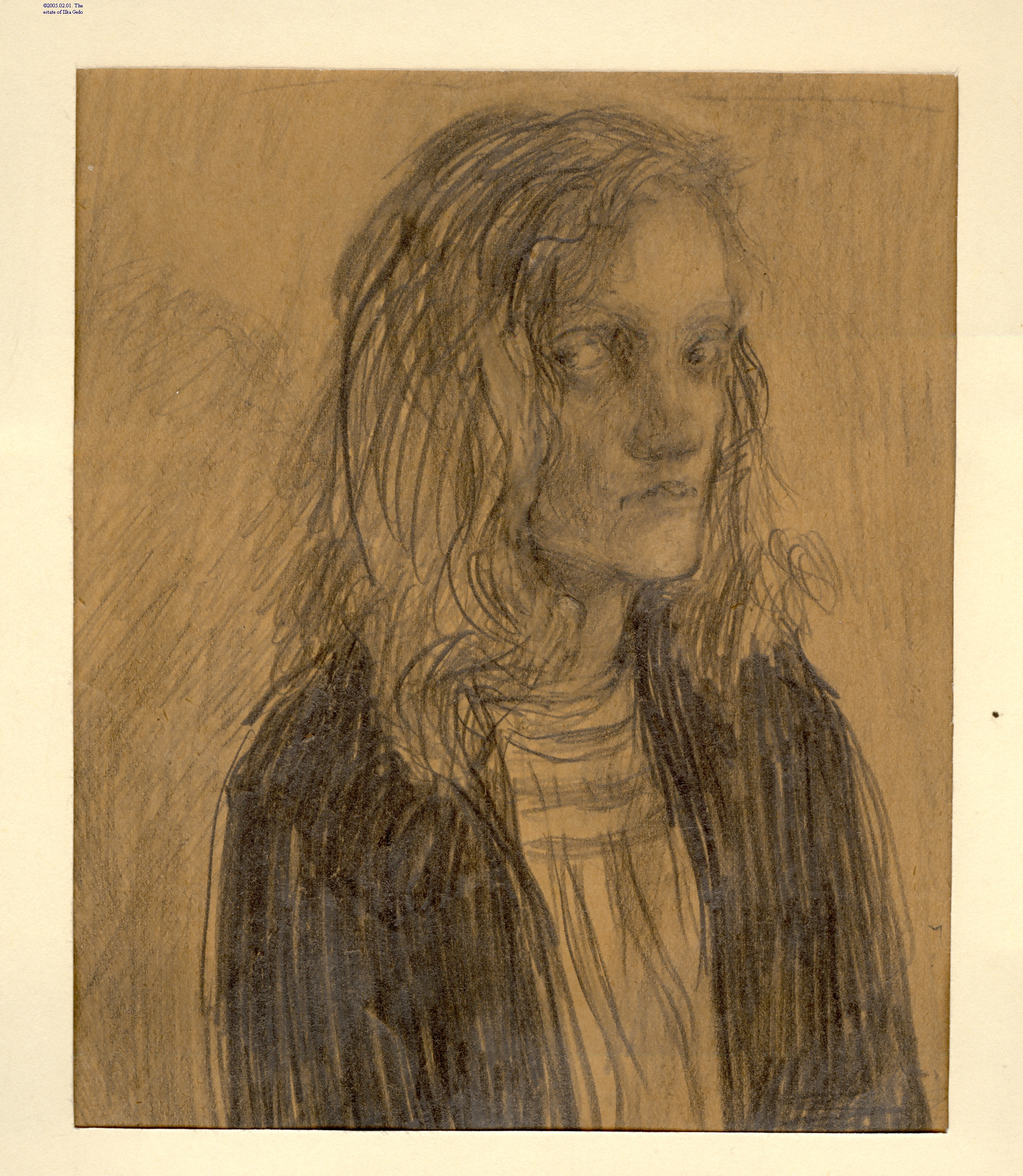
Autoportretul Ilkăi Gedő, 1948, MoMA, New York
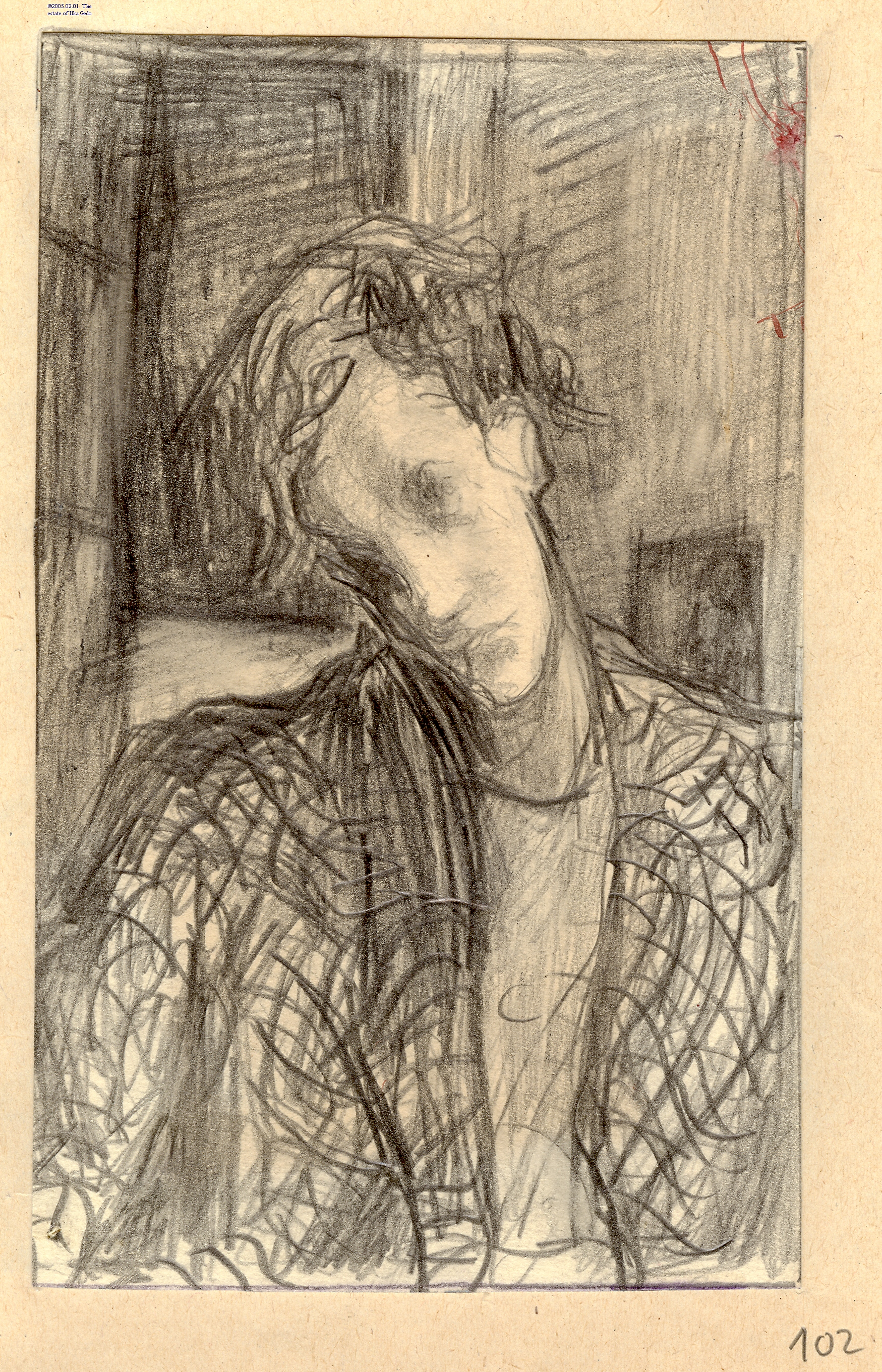
Ilka Gedő Wistful Self-Portrait, 1946-1947, MoMA, New York

Desenele din seria de autoportrete Fillér utca afectează privitorul prin onestitatea lor sumbră și prin puterea lor artistică autentică.

### Termeni din Fabrica Ganz (1947-1948)
Mereu în căutare de subiecte noi, Gedő a găsit în Fabrica de Mașini Ganz, aflată în apropierea casei sale de pe Fillérgatan, un mediu bogat și animat vizual în care să deseneze. Ilka Gedő a primit permisiunea de a vizita fabrica Ganz la recomandarea Sindicatului Liber al Artiștilor.
La fel ca în autoportretele sale din aceeași perioadă, desenele și pastelurile sale din fabrica Ganz, care înfățișează o serie de subiecte recurente, sunt schițe rapide ale unor experiențe de moment care dezvăluie o concentrare spirituală și o expresivitate intense.  Liniile nervoase și șovăitoare reflectă impresia artistului despre munca industrială. Decizia lui Ika Gedő de a desena într-o fabrică nu a fost motivată politic, iar în aceste desene nu există nicio urmă de idealizare. Panorame dramatice ale unor spații interioare vaste alternează cu studii pline de compasiune ale unor muncitori epuizați. Desenele lui Ilka Gedő despre fabrica Ganz sunt realiste, dar mai ales expresive și emoționante. În aceste lucrări, spațiul și formele mari sunt prezentate ca o noutate. Printre planuri și blocuri, omul este redus la o figură schematică. Obiectele care apar în cameră par să înghită figurile.

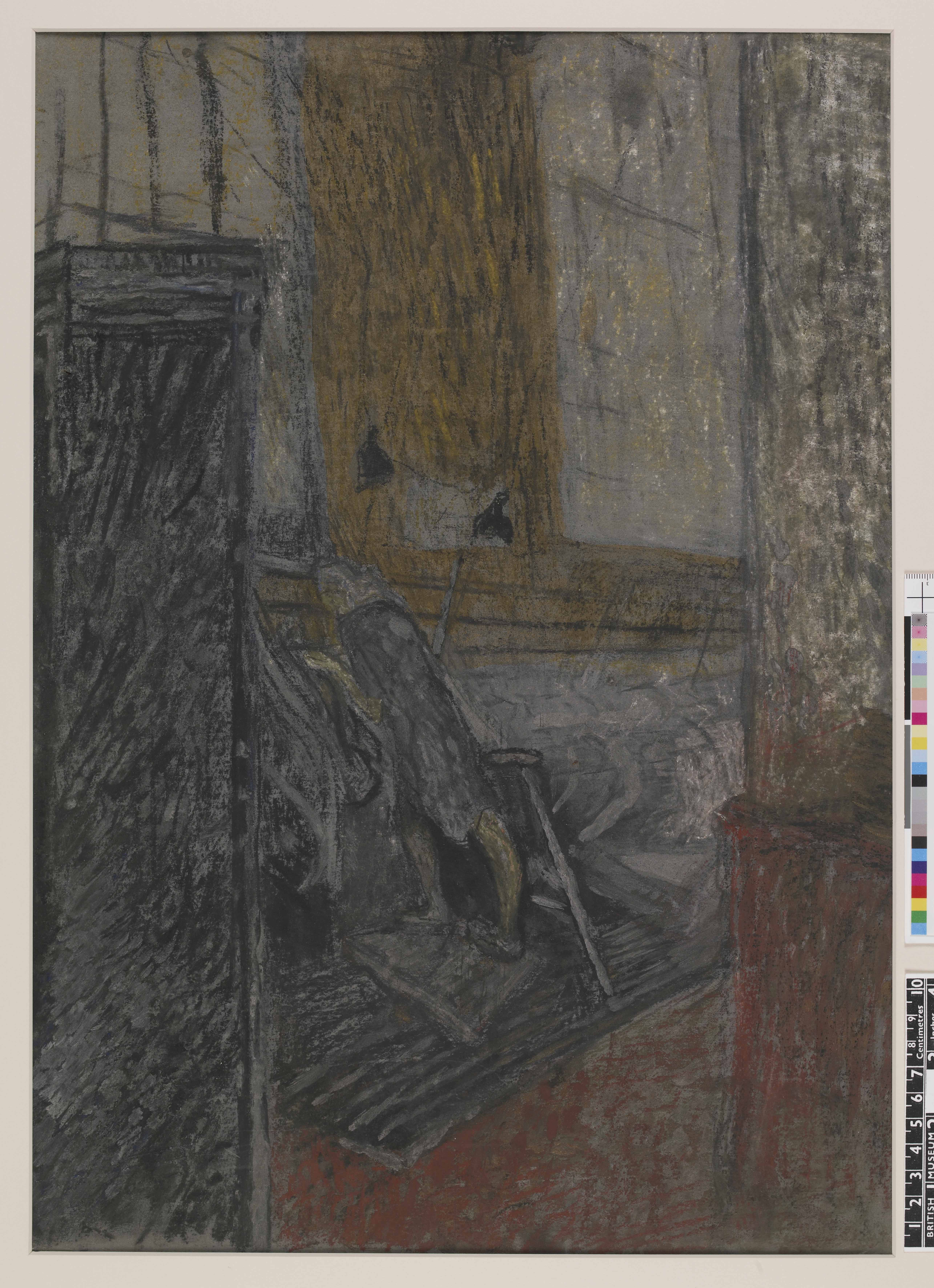
Ilka Gedő Ganz Desen din fabrică, 1948, British Museum
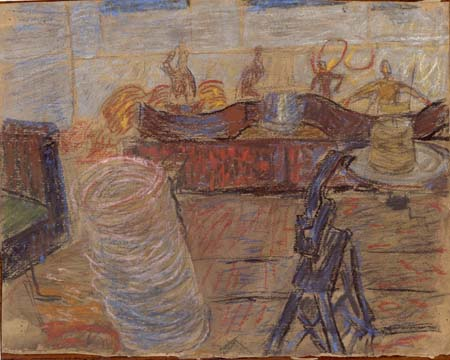
Ilka Gedő Ganz desen din fabrică, 1948, Albertina
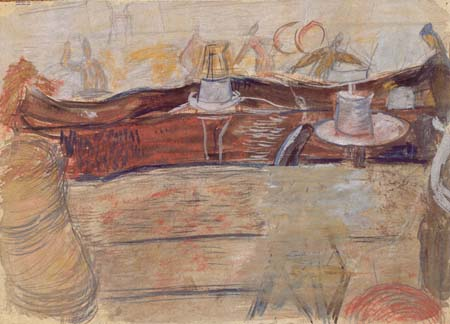
Ilka Gedő Ganz desen din fabrică, 1948, Albertina
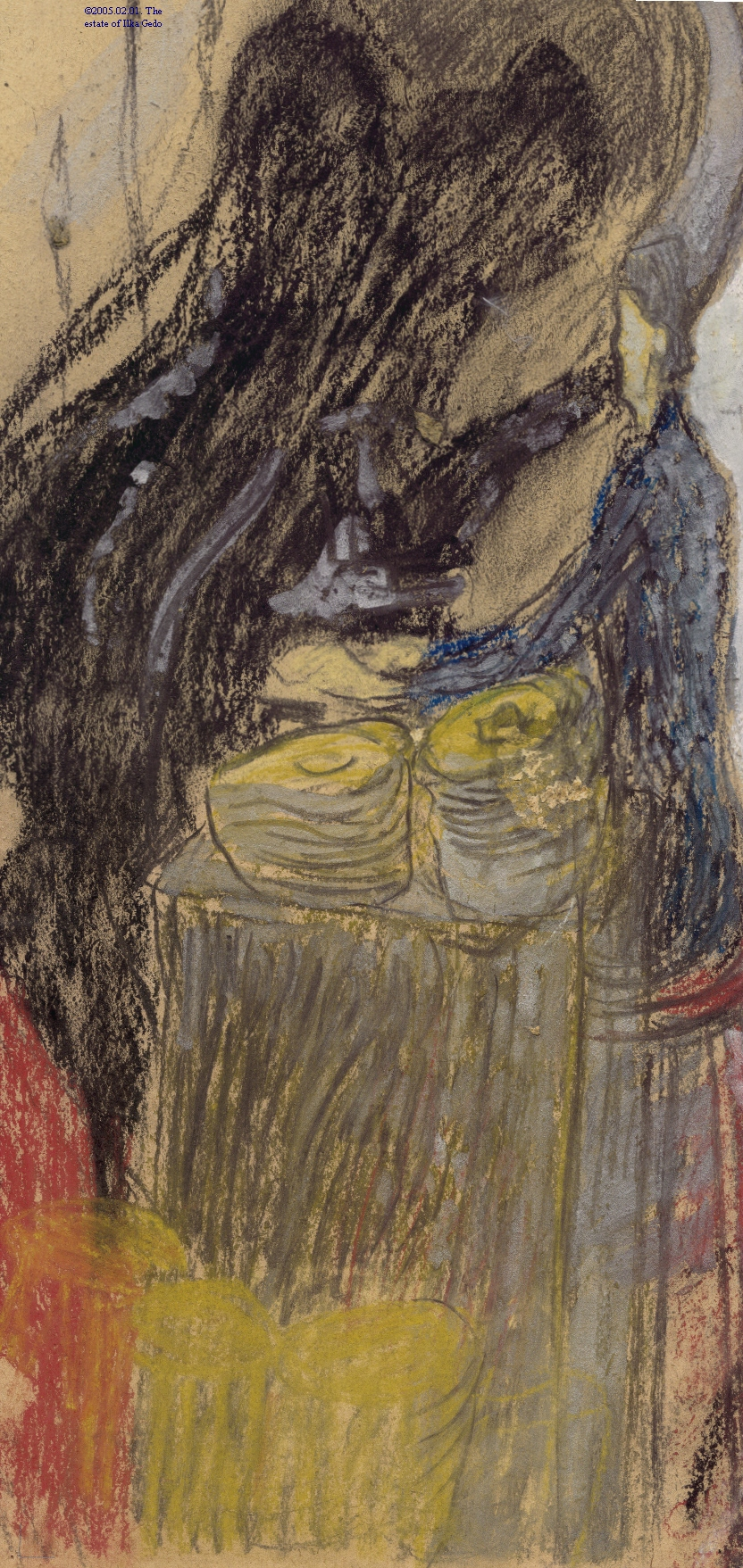
Ilka Gedő Ganz desen din fabrică, 1948, MoMA, New York

### Seria Board (1949)
Subiectul acestor desene, o masă mică și mereu vizibilă, este prozaic, mereu la îndemână. Liniile din aceste desene nu sunt niciodată contururile unei zone închise: ele sunt mereu în mișcare, eliberând astfel energii misterioase.

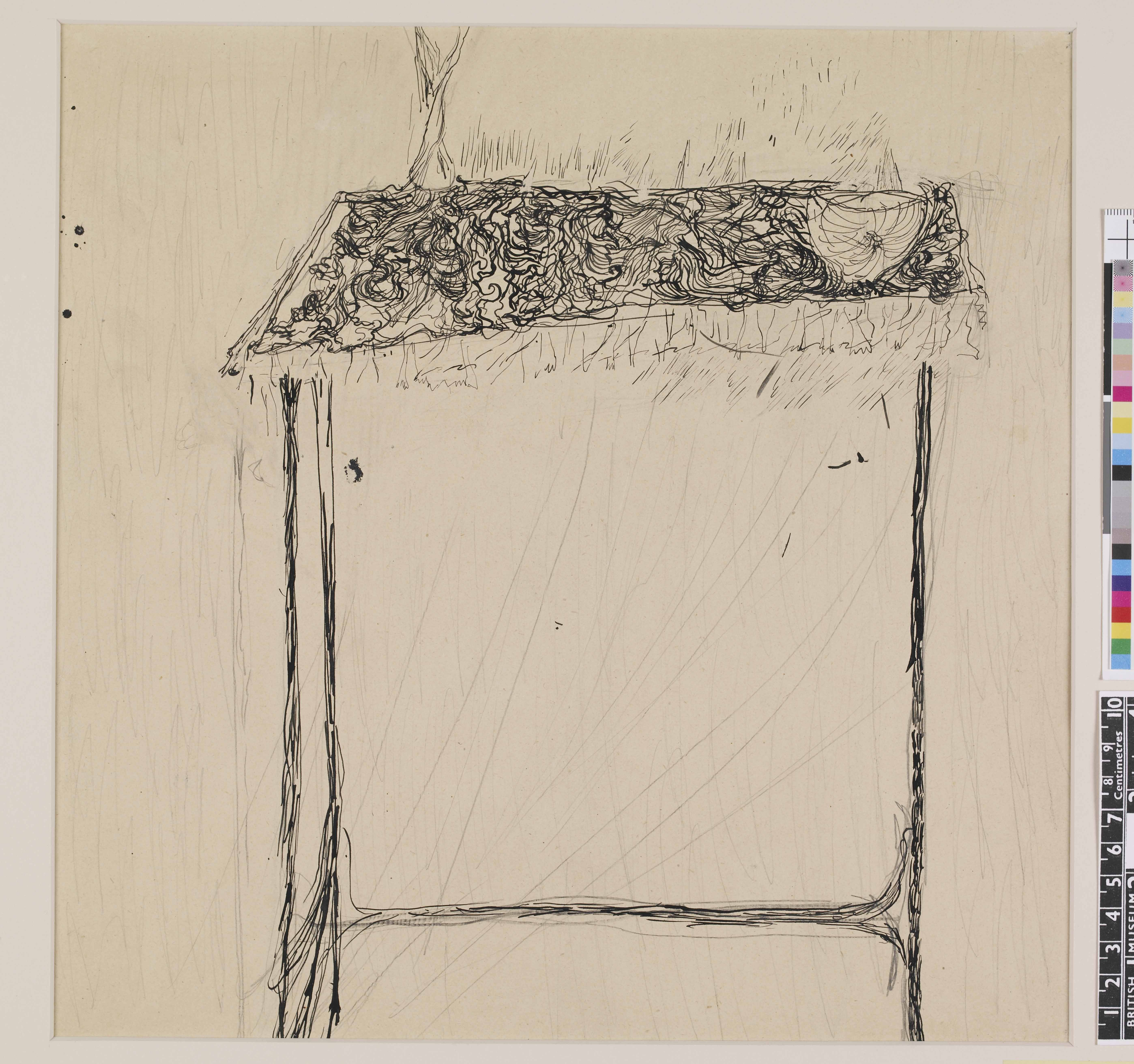
Ilka Gedő Thonet table, 1949, British Museum

## Perioada de tăcere creatoare (1949-1965)
În afară de familia ei și de câțiva prieteni, nimeni nu a văzut desenele lui Gedő atunci când au fost făcute. În această perioadă, 1945-1949, a început să folosească atât uleiul, cât și pastelul, dar Gedő a suferit o criză de depresie și nu a văzut nicio ieșire din dilemele în care se afla, distrugând majoritatea picturilor în ulei pe care le-a realizat în acești ani.
După o perioadă remarcabilă de libertate între 1945 și 1948, dictatura comunistă a afectat negativ viața Ilkăi Gedő, acesta fiind unul dintre motivele pentru care s-a abținut de la activitatea artistică timp de șaisprezece ani.
În 1949, Ilka Gedő a încetat să mai picteze și să deseneze. Demisia sa voluntară a durat până în 1965. În acești ani, cu excepția câtorva schițe în culori, nu a luat creionul sau pensula în mână și a refuzat să facă acest lucru chiar și atunci când se juca cu copiii ei. Decizia ei trebuie explicată, deoarece este foarte rar ca un artist, care a considerat că arta este sensul și scopul vieții, să înceteze să mai creeze fără a fi forțat să facă acest lucru.
Trei motive au stat la baza opririi activității sale artistice. Primul a fost dictatura comunistă, al doilea a fost lipsa de recunoaștere a artei lui Ilka Gedő (prietenii lui Gedő aveau o atitudine ostilă față de orice lucru reprezentativ sau figurativ, iar nonfigurația era considerată un mijloc de exprimare politică), iar al treilea a fost că Ilka Gedő și-a dat seama că poate rămâne fidelă talentului ei doar dacă încetează să mai creeze artă.
Când Ilka Gedő a încetat să mai facă artă, nu a renunțat complet la posibilitatea de a o relua. A urmat studii aprofundate în istoria artei. A citit mult despre teoria culorilor. A citit și a luat notițe amănunțite despre teoria culorilor lui Goethe și a tradus pasaje lungi din această lucrare. Fără aceste studii, lumea culorilor din cea de-a doua perioadă artistică nu ar fi fost posibilă.
La mijlocul anilor 1960, artista a pus aproape toate desenele din perioada anterioară în passepartout-uri și le-a selectat în dosare pe subiecte. Această activitate a continuat timp de mulți ani. Prima expoziție personală a artistului a fost o expoziție de atelier, deschisă la 15 mai 1965, care a prezentat o selecție de desene realizate între 1945 și 1948.
De la începutul anilor 1960, controlul Partidului Comunist asupra societății a slăbit într-o oarecare măsură, dar izolarea lui Ilka Gedő a continuat. Situația Ilkăi Gedő a fost agravată și mai mult de faptul că mulți dintre prietenii ei, spre deosebire de ea, au făcut compromisuri cu regimul, în timp ce artiștii talentați din tânăra generație au ales pur și simplu să iasă din sistemul politico-artistic oficial și au găsit recunoaștere în Occident. În ultimii doi ani de război și în perioada de patru ani de libertate de după 1945, Ilka Gedő a creat un număr mare de desene a căror existență fusese uitată când, în 1980, la vârsta de 59 de ani, a avut în sfârșit prima sa expoziție publică.

## Picturi
În anii 1960, Ilka Gedő a început să picteze în ulei. A realizat picturi în două etape. Mai întâi a făcut o schiță a compoziției sale, a pregătit un model și a scris numele culorilor potrivite în diferite câmpuri. A pregătit o colecție de mostre de vopsea și a scris unde vor fi plasate culorile în locurile în care vor fi aplicate în cele din urmă. Nu a improvizat niciodată în picturile sale, ci a extins planul inițial. În picturile sale, puterea culorilor reci și calde pare să fie egală. Și-a creat picturile încet, pe fondul speculațiilor, și a înregistrat etapele procesului de creație în jurnale, astfel încât producția tuturor picturilor să poată fi urmărită.
Înregistrările din jurnal consemnează toate speculațiile artistului în momentul realizării tabloului. Când punea deoparte un tablou, punea deoparte jurnalul în cauză și continua să lucreze la un alt tablou. Înainte de a relua lucrul la un tablou, ea își citea întotdeauna însemnările anterioare din jurnal.

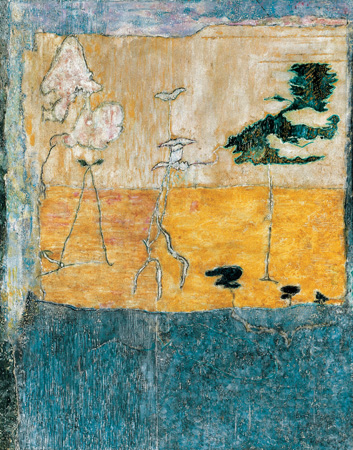
Ilka Gedő - Jardin des Plantes, Paris, 1980, ulei pe pânză, 57,5 x 46 cm, colecție particulară

Metoda ei de creație urmează instinctul, dar nu uită disciplina intelectului. „Criticii de artă s-au grăbit să scoată în evidență dovezile nostalgiei ei pentru Art Nouveau și pentru stilul Art Nouveau. Dar adevărata nostalgie a lui Gedő este o mitologie pierdută, și în acest sens seamănă cu predecesorii săi de la sfârșitul secolului trecut. Ea a găsit această mitologie, deși personală, în artă, care poate evoca și hrăni amintirile unei lumi amenințate.”
În 1980, un cunoscut istoric de artă maghiar, László Beke, îi evalua arta: „Cred că este complet inutil să faci paralele între arta ta și tendințele "contemporane", deoarece arta ta s-ar fi putut naște oricând între 1860 și 2000. Ea își trage inspirația nu din "exterior", ci din "interior", iar coerența și autenticitatea ei derivă din relația pe care această artă o are cu creatorul ei - iar acest lucru nu poate scăpa atenției niciunuia dintre privitorii acestor lucrări.”
Gedő a murit pe 19 iunie 1985, la vârsta de 64 de ani, cu câteva luni înainte de a fi descoperită în străinătate. Locul descoperirii sale a fost Glasgow, unde Galeria Compass i-a prezentat picturile și desenele în 1985.
La începutul anilor 1989-1990, Ilka Gedő a avut o a doua expoziție retrospectivă la Third Eye Centre din Glasgow.
De atunci, multe dintre lucrările ei au trecut în mâinile publicului: pe lângă Sf. Stephen's Museum, Székesfehérvár, Ungaria, și Galeria Națională Maghiară, multe colecții străine le-au achiziționat (Muzeul Evreiesc /New York/, Muzeul de Artă Yad Vashem, Muzeul Israelului /Jerusalim/, Departamentul de Stampe și Desene al Muzeului Britanic, Muzeul Kunstpalast din Düsseldorf, Kupferstichkabinett din Berlin, Colecția de Stampe Albertina, Muzeul Metropolitan, Muzeul de Arte Frumoase din Houston, Galeria de Artă Albright-Knox din Buffalo și Muzeul Duke Anton Ulrich din Braunschweig, Germania).

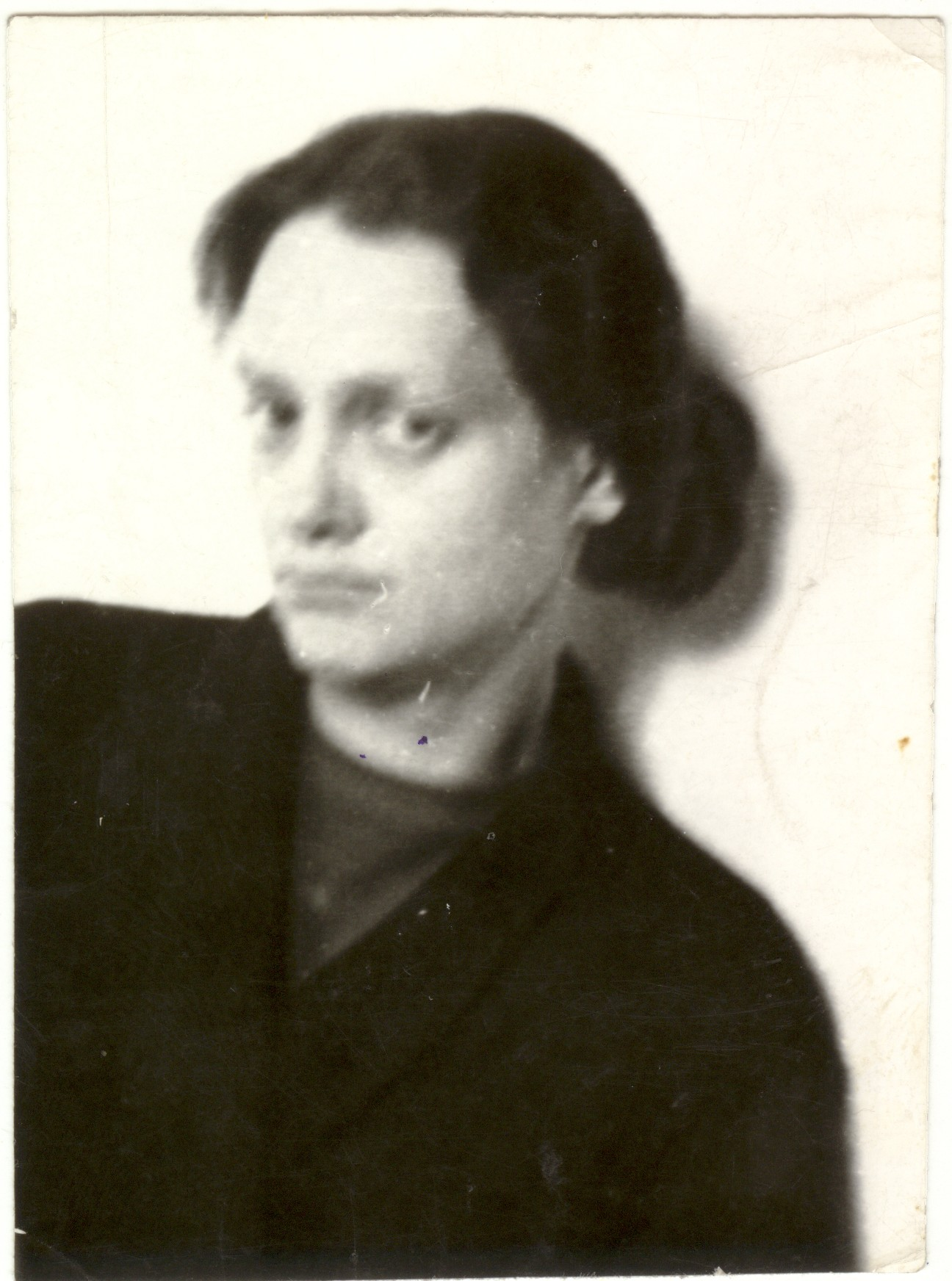
Ilka Gedő 1965

## Settings
Spectacole cu un singur om în Ungaria:
* Expoziție de studio (1965)
* Muzeul Regele Sfântul Ștefan, Székesfehérvár, Ungaria (1980)
* Galeria Dorottya Utca, Budapesta (1982).
* Galeria Artists' Colony, Szentendre, Ungaria (1985).
* Palatul Expoziției, Budapesta (1987).
* Galeria Szombathelys (1989).
* Muzeul Evreiesc Maghiar, Budapesta, [împreună cu György Román] (1995).
* Pinacoteca Municipală din Budapesta, Muzeul Kiscell (2001).
* Galeria Raiffeisen (2003-2004) (expoziție de cameră).
* Galeria Națională Maghiară (2004-2005).
* Teatrul Național Maghiar (2013) (expoziție camerală).

Expoziții personale în străinătate:
* Compass Gallery, Glasgow (1985)
* Third Eye Centre, Glasgow (1989)
* Janos Gat Gallery, New York (1994 și 1997).
* Muzeul de Artă Yad Vashem [cu György Román] 1996.
* Shepherd Gallery, New York (1995)
* Collegium Hungaricum, Berlin (2006).

## Lucrări în colecții publice
- Galeria Națională Maghiară, Budapesta
- Muzeul Evreiesc Maghiar, Budapesta
- Muzeul Regelui Sfântul Ștefan, Székesfehérvár, Ungaria
- Muzeul de Artă Yad Vashem, Ierusalim
- Muzeul Israelului, Ierusalim
- British Museum, Departamentul de Stampe și Desene.
- Museum Kunst Palast, Düsseldorf, Departamentul de stampe și desene.
- Muzeul Evreiesc, New York
- Kupferstichkabinett (Muzeul de Stampe și Desene), Berlin
- Albright-Knox Art Gallery, Buffalo, New York, SUA.
- Muzeul de Arte Frumoase, Houston, Texas, SUA
- Albertina, Viena
- The Metropolitan Museum of Art, Departamentul de Artă Modernă și Contemporană, New York.
- Muzeul Duke Anton Ulrich, Braunschweig, Germania.
- Muzeul de Arte Frumoase din Cleveland
- MoMA, Departamentul de Stampe și Desene, New York
- Muzeul Städel, Frankfurt pe Main